# Nousk Bouchama
Nousk Bouchama, née le 21 novembre 2001, est une coureuse cycliste marocaine.

## Palmarès sur piste

### Championnats d'Afrique
- Le Caire 2020
  -  Médaillée de bronze de la poursuite par équipes

## Palmarès sur route
- 2018
  - 3e du championnat du Maroc de course en ligne juniors
  - 4e du championnat du Maroc du contre-la-montre juniors
- 2019
  - 2e du championnat du Maroc de course en ligne juniors
  - 2e du championnat du Maroc du contre-la-montre juniors

## Palmarès en VTT
- 2018
  -  Médaillée d'or en VTT féminin aux Jeux africains de la jeunesse[1].